# Sergueï Saveliev (lanceur d'alerte)
Pour les articles homonymes, voir Saveliev.
Sergueï Vladimirovitch Savelyev (biélorusse : Сяргей Уладзіміравіч Савельеў) est un lanceur d'alerte biélorusse,. Il s'est fait connaître en octobre 2021 après avoir remis au fondateur du site Gulagu.net, le militant des droits de l'homme Vladimir Ossetchkine, une copie des archives électroniques de vidéos, photographies et documents du réseau informatique du Service pénitentiaire fédéral de Russie, témoignant de l'organisation et de la mise en œuvre de tortures systématiques, d'intimidations, de viols et de dommages physiques délibérés aux organes internes des prisonniers dans les lieux de détention en Russie,,,,,,.
Les documents transférés par Savelyev sont devenus de nouvelles preuves dans l'enquête à long terme de Vladimir Ossetchkine et de son site Web Gulagu.net sur l'usage systématique de la torture dans les prisons russes. Le début de leur publication sur Internet et dans les médias d'un certain nombre de pays ont, entre autres, servi à engager des poursuites pénales en Russie sur la torture de condamnés à l'hôpital pénitentiaire de Saratov. Sergueï Savelyev a néanmoins fait l'objet d'un mandat d'arrêt par le ministère de l'Intérieur de la fédération de Russie, dans le cadre d'une plainte pour «obtention illégale d'informations constituant un secret d'État», ainsi que dans le cadre de la violation des conditions de sa libération anticipée .

## Biographie
Sergey Savelyev est né en 1989 à Minsk .
En 2013, il vient travailler en Russie,. La même année, il est condamné en Russie pour trafic de drogue, accusation qu'il nie encore aujourd'hui mais a fini par avouer après deux mois de passage à tabac et de torture. Il est condamné à 9 ans de prison. Il purge d'abord sa peine dans le territoire de Krasnodar, puis dans la région de Saratov .
À l'hôpital régional de la tuberculose n°1 (OTB-1) de Saratov, l'administration de la prison l'attire officieusement vers un travail non rémunéré en tant que secrétaire et administrateur système, et Sergueï Saveliev passe presque toute sa peine dans l'hôpital de la prison, étant répertorié comme patient. En tant que secrétaire, il est engagé dans la tenue de dossiers officiels, répondant aux plaintes reçues par l'institution. En tant qu'administrateur système, il a accès au réseau informatique du Service fédéral des pénitenciers. Il est également responsable du stockage et de la délivrance des enregistrements vidéo de service. Pendant qu'il purge sa peine, il commence à copier des documents qui se trouvent sur les ordinateurs de l'établissement et dans le réseau départemental (enregistrements vidéo des magnétoscopes de service, caméras de vidéosurveillance, documents divers). Les matériaux ainsi obtenus, copiés sur des supports externes, il réussit à sortir discrètement du territoire de l'institution lors de sa libération le 2 février 2021,,,. La plupart de ces enregistrement sont des vidéos de torture et de viols que la direction des prisons conserve pour faire chanter les prisonniers,,.
Après sa libération, Savelyev tente d'établir des contacts avec un certain nombre d'organisations de défense des droits de l'homme en Russie, cependant, aucune de ces organisations, à l'exception du projet Gulagu.net qui a émigré de Russie vers la France, ne montre d'intérêt pour les nombreux éléments de preuves offerts par Savelyev sur la torture sévère et systématique dans les lieux de détention en Russie, sur la suppression forcée de divers "aveux" par des viols, y compris avec des dommages physiques délibérés aux organes internes des victimes.
Après cela, au premier semestre 2021, Savelyev décide de transférer les documents copiés au fondateur du projet Gulagu.net, le militant des droits de l'homme Vladimir Ossetchkine. Le 29 juillet 2021, le site web Gulagu.net est bloqué en Russie. Néanmoins, le début de la publication de ces documents par l'équipe de Gulagu.net sur Internet et dans les principaux médias mondiaux en octobre 2021, entre autres, contraint les forces de l'ordre russes à engager un certain nombre d'affaires pénales sur la torture de condamnés dans l'hôpital pénitentiaire de Saratov.
Après qu'Ossetchkine ait commencé à rendre ces archives publiques, Savelyev est harcelé et surveillé par le Service fédéral des pénitenciers et le département «M» du FSB de Russie, qui, en fin de compte, piratent son courrier électronique et lisent sa correspondance électronique en Russie et Biélorussie. Les employés du CSS du Service pénitentiaire fédéral, ayant détenu Savelyev à l'aéroport avant le décollage de l'avion, sans s'identifier, ont tenté de savoir «pour quels services spéciaux étrangers il travaille» et comment ou avec l'aide de qui il a réussi à copier des documents des réseaux informatiques du Service fédéral des pénitenciers. Dans le même temps, sans montrer le moindre intérêt pour les faits mêmes de torture et d'abus dans les lieux de détention, les agents le forcent à la hâte à signer une déclaration selon laquelle il copiait des documents sur la torture prétendument "à des fins lucratives". Après cela, à son arrivée à Moscou, Saveliev s'enfuit immédiatement dans son pays natal en Biélorussie, d'où il s'est envolé pour la France en passant par des pays tiers, où il a demandé l'asile politique et, en attendant l'asile, a rejoint le travail actif du projet Gulagu.net,.
Le 14 mars 2022, il est interpellé par la police française pour avoir pénétré par effraction dans une villa à Biarritz, qui est associée à Kirill Chamalov, un homme d'affaires proche de Vladimir Poutine. Il sera relâché en fin de journée. La villa sera quelques semaines plus tard mise sous séquestre par le Ministère français de l'économie et des finances,.

## Poursuites pénales
Le 23 octobre 2021, le ministère de l'Intérieur de la fédération de Russie inscrit Sergey Savelyev sur la liste fédérale des personnes recherchées,, apparemment dans le cadre d'une affaire pénale pour « obtention illégale d'informations constituant un secret d'État », et dans le cadre de la violation des conditions de libération anticipée .
Le 28 octobre 2021, le département du ministère de l'Intérieur de la Russie pour la région de Saratov déclare que Sergey Savelyev est inscrit sur la liste fédérale des personnes recherchées en raison du fait que le 30 septembre 2021, une affaire pénale a été ouverte contre lui en vertu de la partie 2 de l'article 272 du Code pénal de la fédération de Russie ("Accès illégal aux informations informatiques ""). Le même jour, le tribunal de district de Saratov arrête Savelyev par contumace et l'inscrit sur la liste internationale des personnes recherchées.
Le 10 novembre 2021, le bureau du procureur annule la décision d'ouvrir une enquête pour accès illégal à l'information (partie 2 de l'article 272 du code pénal) contre Savelyev.

## La liste de Savelyev
Le 1er novembre 2021, l'équipe de Gulagu.net, en collaboration avec Sergey Savelyev, publie la première partie de la liste des responsables de la prison OTB-1 "qui contrôlaient la torture". Le projet a également créé un documentaire intitulé Savelyev's List, dans lequel Gulagu.net a divulgué les noms des fonctionnaires du Service pénitentiaire fédéral russe qui, selon la propre version de l'enquête, sont impliqués dans la torture à l'hôpital de la prison. Dans cette publication, l'équipe du projet Gulagu.net exige que les enquêteurs du Département principal d'enquête du Comité d'enquête de Russie et le Procureur général de la fédération de Russie mènent une enquête approfondie et organisent des poursuites pénales contre tous les fonctionnaires du Service pénitentiaire fédéral pour la région de Saratov, "impliqué dans le convoyeur de torture" dans les prisons OTB-1, SIZO-1 et IK-13 du Service pénitentiaire fédéral de Russie dans la région de Saratov. Dans les 10 premières heures qui ont suivi la publication de la première partie de ce documentaire d'investigation, il a été vu par plus de 400 000 personnes. Le même jour, le compte du fondateur du projet Gulagu.net, Vladimir Ossetchkine, est bloqué sur le réseau social Facebook sans avertissement, avant d'être rétabli le lendemain.
Le 19 novembre 2021, l'équipe du projet Gulagu.net, en collaboration avec Sergey Saveliev, publie la deuxième partie de ce documentaire, qui montre les visages et les titres des employés impliqués dans la torture dans OTB-1, indique les dates et heures précises des tortures, tortures et viols, les faits d'abus de pouvoir avec l'utilisation de moyens spéciaux, ainsi que la négligence des employés. Dans cette publication, l'équipe du projet Gulagu.net a appelé le directeur du Service pénitentiaire fédéral de Russie, le général du FSB Alexander Kalachnikov, à se rendre personnellement à Saratov et à effectuer un contrôle sur place, renvoyant de manière exponentielle toutes les personnes impliquées et transférant du matériel à la Direction principale d'enquête du Comité d'enquête de Russie « pour organiser des poursuites pénales contre tous les sadiques mentionnés ci-dessus ». Au moment où la deuxième partie du film est publiée, le nombre de vues de la première partie avait déjà atteint plus de 1 000 000 de personnes.